# Гаван (Јужна Каролина)
Гаван (енгл. Govan) град је у америчкој савезној држави Јужна Каролина.

## Демографија
По попису из 2010. године број становника је 65, што је 2 (-3,0%) становника мање него 2000. године.
| Група             | 2000.      | 2010.      |
| Белци             | 48 (71,6%) | 39 (60,0%) |
| Афроамериканци    | 19 (28,4%) | 23 (35,4%) |
| Азијати           | 0 (0,0%)   | 0 (0,0%)   |
| Хиспаноамериканци | 0 (0,0%)   | 2 (3,1%)   |
| Укупно            | 67         | 65         |